# فرودگاه بلوکانی
فرودگاه بلوکانی (به انگلیسی: Belokany Airport) یک فرودگاه همگانی است که یک باند فرود آسفالت دارد و طول باند آن ۱۲۰۹ متر است. این فرودگاه در کشور جمهوری آذربایجان قرار دارد و در ارتفاع ۲۸۵ متری از سطح دریا واقع شده‌است.